# Municipio de Gilkey (Carolina del Norte)
El municipio de Gilkey (en inglés: Gilkey Township) es un municipio ubicado en el  condado de Rutherford en el estado estadounidense de Carolina del Norte. En el año 2010 tenía una población de 1.952 habitantes.

## Geografía
El municipio de Gilkey se encuentra ubicado en las coordenadas 35°25′51.44″N 81°58′56.38″O / 35.4309556, -81.9823278.